# Peggy Shippen
 (mai 2022).
Si vous disposez d'ouvrages ou d'articles de référence ou si vous connaissez des sites web de qualité traitant du thème abordé ici, merci de compléter l'article en donnant les références utiles à sa vérifiabilité et en les liant à la section « Notes et références ».
Margaret « Peggy » Shippen (11 juillet 1760 – 24 août 1804) était l’espionne la mieux payée durant la Révolution américaine ainsi que la seconde femme du général Benedict Arnold.
Shippen est née dans une famille éminente de Philadelphie aux tendances loyalistes. Elle rencontra Arnold lors de son mandat de Commandant militaire de la ville après le retrait britannique de 1778. Ils se marièrent dans la maison de ville des Shippen sur Fourth Street le 8 avril 1779, et Arnold commença à conspirer avec les Britanniques pour changer de camp peu de temps après. Peggy joua un rôle dans le complot qui fut révélé après que le major britannique John André ait été arrêté en septembre 1780 en possession de documents concernant la reddition prévue de la base critique de l’Armée continentale à West Point.
Arnold s’enfuit de New York City et Peggy le suivit. Ils se rendirent ensemble à Londres fin 1781, où elle fonda un foyer et Arnold a recréa une entreprise commerciale. En 1781, elle le rejoint à Saint John (Nouveau-Brunswick), où les difficultés de son mari avec les commerciaux locaux les forcèrent à retourner à Londres en décembre 1791. Arnold mourut en 1801, après quoi sa femme dut régler ses affaires et payer ses dettes. Elle décéda en 1804 après avoir donné naissance à cinq enfants qui survécurent à l’enfance.

## Jeunesse

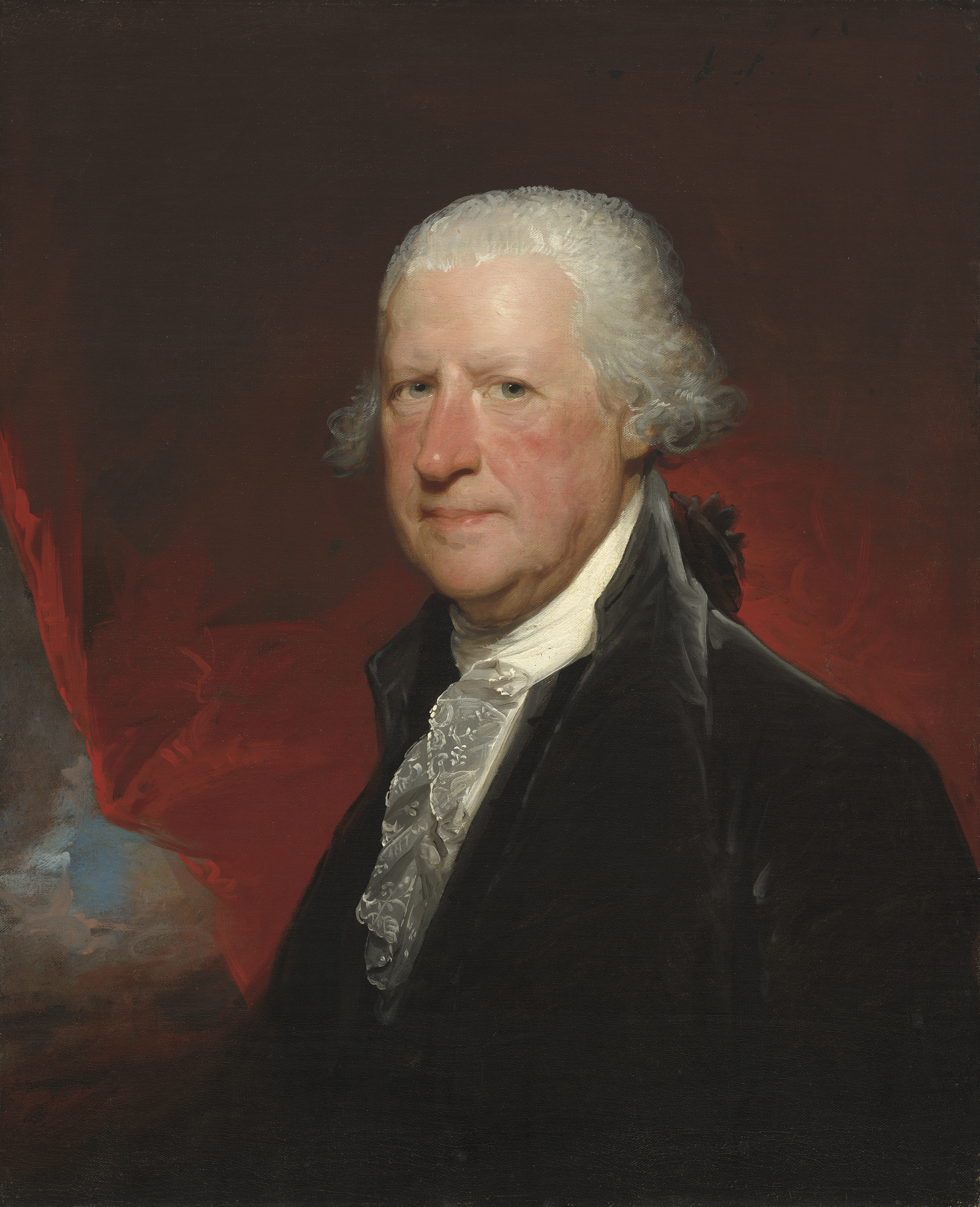
Portrait d'Edward Shippen par Gilbert Stuart, 1796.

Margaret Shippen est née le 11 juillet 1760 à Philadelphie, quatrième et plus jeune fille d’Edward Shippen IV et Margaret Francis, la fille de Sir Tench Francis ; elle était surnommée « Peggy ». Elle est née dans une famille éminente de Philadelphia dont faisaient partie deux maires de Philadelphie et le fondateur de Shippensburg (Pennsylvanie). Edward Shippen était juge et membre du Conseil provincial de Pennsylvanie. La famille Shippen était politiquement divisée et le juge était considéré comme « neutraliste » ou « conservateur secret » avec allégeance à la couronne britannique. Deux plus jeunes garçons sont décédés durant l’enfance et Peggy a grandi en étant le bébé de la famille et était la « chérie de la famille ».
En tant que jeune femme, elle aimait la musique, faire de la couture et dessiner, et elle participait à l’étude de la politique. Elle admirait son père et, sous sa tutelle, elle a appris la politique, la finance et les forces qui l’ont conduites à la Révolution américaine.

## Cour et mariage avec Benedict Arnold
Les Britanniques s’emparèrent de Philadelphie en septembre 1777 et la famille Shippen organisait des rassemblements sociaux chez eux, conformément à leurs intérêts politiques et à leurs positions. Un invité fréquent était John André, un officier sous le commandement du général William Howe, et il accordait une attention particulière à Peggy. Les Britanniques se retirèrent de la ville en juin 1778 après l’entrée en guerre de la France ; André quitta Philadelphie avec ses compagnons de troupe, mais les deux restèrent en contact.

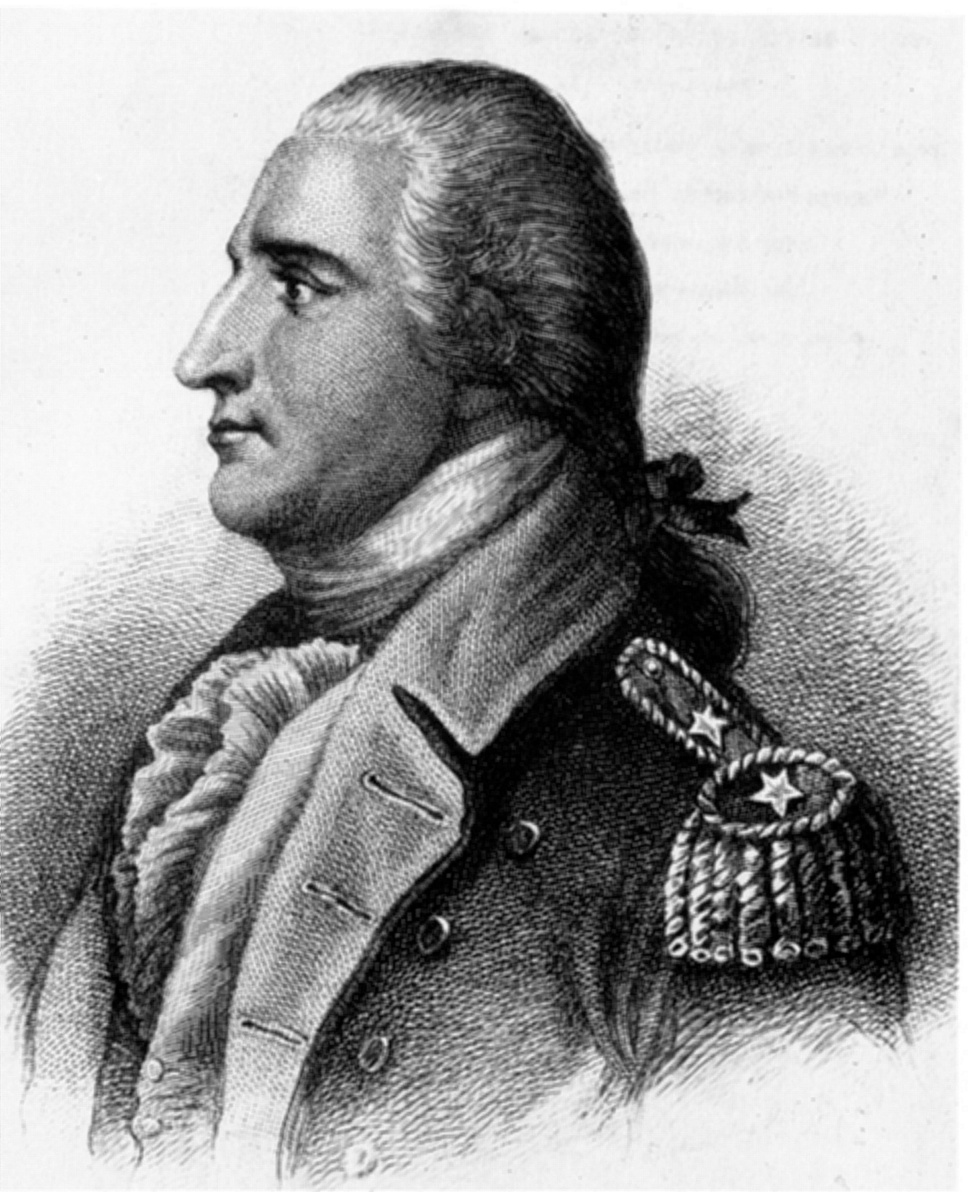
Benedict Arnold.

À la fin de l’été 1778, Shippen rencontra Arnold, le commandant militaire continental de Philadelphie, et il commença à la courtiser malgré les différends entre le juge Shippen et lui. Peu de temps après, Arnold envoya à son père une lettre lui demandant sa main, mais Shippen était sceptique à l’égard d’Arnold en raison des problèmes juridiques de ce dernier. En 1779, le Conseil exécutif suprême de Pennsylvanie porta huit accusations formelles contre Arnold pour corruption et malversation avec l’argent des gouvernements fédéral et des États, et il fut, par la suite, condamné pour deux chefs d’accusation relativement mineurs. Malgré cela, Edward Shippen a finalement accordé la permission à Arnold et Peggy de se marier, ce qui arriva le 8 avril 1779.
Arnold acheta Mount Pleasant le 22 mars 1779, un manoir construit en 1762 pour le capitaine John Macpherson, et il céda la propriété à Peggy et ses futurs enfants. Le couple n’habitait cependant pas à Mount Pleasant, mais le louait comme un immeuble à revenus. Le couple a passé sa lune de miel dans des maisons familiales du New Jersey et de Pennsylvanie, puis est retourné à Philadelphie pour s’installer au quartier général militaire d’Arnold dans le manoir Masters-Penn.

## Espionnage entre les Arnold et le major John André
En tant que jeune mariée, Peggy a peut-être eu des contacts avec son « cher ami » le major André, qui était devenu le chef de l’espionnage du général Clinton. Arnold et elle avaient aussi des amis proches qui étaient soit activement loyalistes, soit proches de cette cause. Certains historiens pensent que Peggy Shippen a été l’instigatrice de la correspondance entre Arnold et André et a envoyé des secrets militaires aux Britanniques avant son mariage. D’autres suspects dans le réseau d’espionnage ultérieur d’Arnold avec André étaient les loyalistes révérends Jonathan Odell et Joseph Stansbury.
Arnold engagea Joseph Stansbury pour initier des communications en mai 1779, offrant ses services aux Britanniques peu de temps après son mariage. Le général Clinton donna au major André l’ordre de poursuivre la possibilité, et des communications secrètes commencèrent entre André et Arnold. Les messages qu’ils échangeaient étaient parfois transmis par les actions de Peggy ; les lettres écrites de sa main comprennent également des communications codées écrites par Benedict Arnold à l’encre invisible.

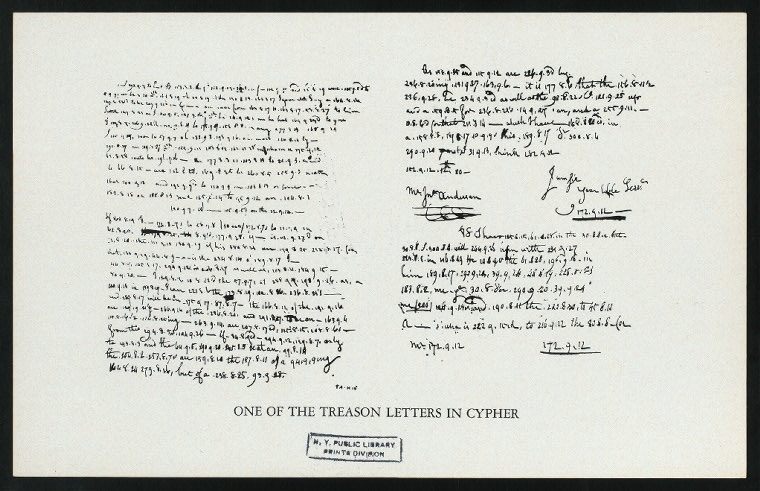
Image d'une lettre codée : l'écriture de Peggy Shippen Arnold est entrecoupée par l'écriture codée à l'encre invisible de Benedict Arnold.

Furieux de son traitement à Philadelphie, le général Arnold démissionna de son commandement en mars 1779. En vertu des communications secrètes avec les Britanniques, il chercha et obtint le commandement de West Point, un poste de défense américain critique dans les hautes terres de la rivière Hudson. Peggy et leur fils Edward Shippen Arnold (né le 19 mars 1780) le rejoignirent dans une maison près de la rivière Hudson, à trois kilomètres au sud de West Point. Le général Arnold affaiblit systématiquement les défenses de West Point dans le but de faciliter la capture des Britanniques.
Le jeudi 21 septembre 1780, le général Arnold rencontra André sur les rives de la rivière Hudson et lui donna des documents et des cartes sur les fortifications de West Point en prévision de la prise de ce site par les Britanniques. Le samedi 23 septembre, André fut arrêté alors qu’il se dirigeait vers le territoire britannique, les documents furent découverts et le complot fut exposé. Le lundi 25 septembre, Arnold reçut une note annonçant la capture et la possession par André de papiers et de cartes de trahison. Le matin même, le général George Washington prévoyait de rencontrer Arnold chez lui, à trois kilomètres au sud de West Point. Arnold s’est d’abord précipité à l’étage vers Peggy, puis s’est enfui, atteignant finalement le Vautour HMS sur la rivière Hudson.
Peggy Shippen Arnold s’habilla alors en prévision d’organiser un petit-déjeuner pour Washington et sa fête. Sûrement sur la base d’une brève discussion avec son mari, elle prétendit une hystérie afin de convaincre faussement le général Washington et son état-major qu’elle n’avait rien à voir avec la trahison de son mari. Le retard causé par son histrionisme a normalement laissé à Arnold le temps de s’échapper, laissant Peggy avec leur fils en bas âge. Craignant pour sa sécurité, elle se rendit à Philadelphie pour rester avec sa famille. Elle joua également l’innocente lorsqu’on l’interrogea sur son mari, même si elle savait où il se trouvait. Les autorités de Philadelphie trouvèrent sous peu une lettre d’André à Peggy écrite depuis New York occupée par les Britanniques – la soi-disant « lettre de chapellerie » – et s’en emparèrent comme preuve que la femme d’Arnold avait été complice de la trahison. Cela a conduit le Conseil exécutif suprême de Pennsylvanie à la bannir de Philadelphie. En novembre 1780, son père escorta Peggy et son fils en bas âge jusqu’aux rives de l’Hudson où elle monta à bord d’un bateau pour New York afin de rejoindre Arnold,.
Après un procès militaire, le major André fut condamné à mort en tant qu’espion ordinaire et fut pendu à Tappan (New York). Il fut ensuite inhumé à l’abbaye de Westminster à Londres.

## Après la Révolution
Les hostilités semblèrent s’essouffler en Amérique du Nord après la capitulation de Cornwallis à Yorktown en octobre 1781, et les Arnold partirent pour Londres le 15 décembre 1781 – y compris leur deuxième enfant James Robertson (né en août) – et arrivèrent le 22 janvier 1782.
Peggy fut d’abord chaleureusement accueillie en Angleterre, tout comme son mari ; elle fut présentée à la cour à la reine le 10 février 1782 par Lady Amherst. La reine Charlotte lui a accordé une rente de 100 livres sterling pour l’entretien de ses enfants, y compris ceux qui ne sont pas encore nés. Le roi George III lui offrit également 350 livres sterling « obtenues pour ses services, qui étaient méritoires ». Une fille (Margaret) et un garçon (George), nés respectivement en 1783 et 1784, sont morts en bas âge alors que les Arnold vivaient à Londres.
Arnold partit pour une occasion d’affaires en 1784 et envoya au Connecticut ses trois fils Benedict, Richard et Henry (de sa première femme) pour le rejoindre à Saint-Jean (Nouveau-Brunswick). Pendant le séjour d’Arnold au Nouveau-Brunswick, Peggy Shippen Arnold a donné naissance à leur troisième enfant survivant, Sophia Matilda Arnold, tandis que son mari pourrait avoir eu un enfant illégitime (John Sage) au Nouveau-Brunswick. Peggy embarqua pour Saint-Jean pour rejoindre son mari en 1787, laissant ses deux fils aînés dans une famille privée à Londres ; au Nouveau-Brunswick, Peggy donna naissance à son fils George en 1787 ; leur dernier enfant William Fitch naquit en 1794 après leur retour à Londres.
En 1789, elle retourna brièvement à Philadelphie, accompagnée de son fils George et d’une femme de chambre, pour rendre visite à ses parents et à sa famille. Elle fut traitée froidement par les Philadelphiens malgré l’influence considérable de son père. Peggy retourna au Nouveau-Brunswick avec le jeune George au printemps 1790 et de là, elle retourna en Angleterre avec Arnold fin décembre 1791. Leur départ fut malheureux, avec des foules rassemblées sur leur propriété pour protester contre eux et les qualifiant de « traîtres ».
Après la mort d’Arnold en 1801, Peggy vendit aux enchères le contenu de leur maison, la maison elle-même et bon nombre de ses biens personnels pour rembourser ses dettes. Elle mourut à Londres en 1804, possiblement d’un cancer et fut enterrée avec son mari à l’église Sainte Marie de Battersea le 25 août 1804.

## Rôle dans le complot
Les historiens sont unanimes quant à sa complicité – et elle a accepté une récompense pour ses services de la part du roi. Sa famille à Philadelphie a tout nié.
James Parton, un biographe d’Aaron Burr, a publié un récit au XIXe siècle, après la mort de tous les acteurs principaux, laissant entendre que Peggy Shippen Arnold avait manipulé ou persuadé Benedict de changer de camp. Le fondement de cette affirmation était des entretiens que Burr a mené avec Theodosia Prevost, la veuve de Jacques Marcus Prevost qui a ensuite épousé Burr, et des notes faites plus tard par ce dernier. Alors qu’elle se rendait à Philadelphie depuis West Point en 1780, Peggy Shippen Arnold a rendu visite à Prevost à Paramus (New Jersey). Selon Parton, elle s’est déchargée de son fardeau pour Prevost, affirmant qu’elle « était de tout cœur fatiguée de toutes les pièces de théâtre qu’elle exposait », faisant référence à son histrionisme à West Point. Selon les notes de Burr, Shippen Arnold « était dégoûtée de la cause américaine » et « grâce à une persévérance incessante, elle avait finalement amené le général à un arrangement pour se rendre à West Point ».
Lorsque ces allégations furent publiées pour la première fois, la famille Shippen a répliqué par des allégations de comportement inapproprié de la part de Burr. Ils ont affirmé que Burr avait roulé avec Peggy Shippen Arnold dans la voiture jusqu’à Philadelphie après son séjour chez Mme Prevost, et qu’il avait fabriqué l’allégation parce qu’elle avait refusé les avances qu’il lui avait faites pendant le trajet. Le biographe d’Arnold, Willard Sterne Randall, suggère que la version de Burr sonne plus authentique: premièrement, Burr a attendu que tous soient morts avant de pouvoir être publié; et deuxièmement, Burr n’était pas dans la voiture sur le trajet vers Philadelphie. Randall note également que de nombreuses autres preuves ont depuis été révélées montrant que Peggy Shippen Arnold a joué un rôle actif dans la conspiration. Des documents britanniques de 1792 montrent que Mme Arnold a été payée 350 livres sterling pour le traitement des dépêches secrètes.

## Famille
Peggy Shippen a eu sept enfants avec Benedict Arnold, dont cinq qui ont survécu jusqu’à l’âge adulte :
- Edward Shippen Arnold (19 mars 1780 – 13 décembre 1813), lieutenant de l’armée britannique en Inde (voir Armée du Bengale). Mort à Dinajpur (Bengale, Inde) ; célibataire et sans enfant.
- James Robertson Arnold, KC, KH (28 août 1781 – 27 décembre 1854), lieutenant général, Royal Engineers. Décédé à Londres (Angleterre) ; marié à Virginia Goodrich, sans enfants.
- Sophia Matilda Arnold (28 juillet 1785 – 10 juin 1828), décédée à Sudbury (Angleterre). Mariée au colonel Pownall Phipps, KC, en Inde ; deux fils et trois filles.
- George Arnold (deuxième du nom) (5 septembre 1787 – 1er novembre 1828), lieutenant-colonel, deuxième régiment de cavalerie du Bengale. Décédé au Bengale (Inde) ; marié à Ann Martin Brown, un fils.
- William Fitch Arnold (25 juin 1794 – 17 novembre 1846), capitaine des neuvièmes lanciers royaux de la reine. Décédé dans le Buckinghamshire (Angleterre) ; marié à Elizabeth Cecilia Ruddach, quatre filles et deux fils.

## Dans la culture populaire
Peggy Shippen est interprétée par Erin McGathy et Winona Ryder dans l’épisode Drunk History sur Philadelphie. Elle est également interprétée dans la mini-série télévisée George Washington par Megan Gallagher, dans le téléfilm Benedict Arnold: A Question of Honor par Flora Montgomery et dans le drame de la guerre d’indépendance Turn: Washington’s Spies par Ksenia Solo.
Elle a été doublée par Maria Shriver dans la série animée Liberty’s Kids.
Shippen est également le sujet d’au moins quatre romans historiques : The Exquisite Siren d’E. Irvine Haines (1938), Peggy de Lois Duncan (1970), Finishing Becca d’Ann Rinaldi (1994) et The Traitor’s Wife d’Allison Pataki (2014).

## Œuvres citées
- (en) Clare Brandt, The Man in the Mirror: A Life of Benedict Arnold, New York, Random House, 1994 (ISBN 0-679-40106-7)
- Lois Duncan, Peggy, Little, Brown & Co, 1970.
- James Thomas Flexner, The Traitor and the Spy, Little, Brown, 1975.
- Mark Jacobs et Stephen Case, Treacherous Beauty: Peggy Shippen, The Woman Behind Benedict Arnold's Plot to Betray America, Guilford, CT: Lyons Press, 2012.
- Dave Richard Palmer, George Washington and Benedict Arnold: A Tale of Two Patriots, 2014.
- Allison Pataki, The Traitor's Wife: the woman behind Benedict Arnold and the plan to betray America, West Monroe, LA: Howard Publishing Co, 2014.
- Nathaniel Philbrick, Valiant Ambition: George Washington, Benedict Arnold, and the Fate of the American Revolution, 2016, scholarly history.
- Ann. Rinaldi, Finishing Becca, a historical novel based on the life of Peggy Shippen and Benedict Arnold.
- (en) Willard Sterne Randall, Benedict Arnold: Patriot and Traitor, New York, William Morrow and Inc, 1990 (ISBN 1-55710-034-9)
- (en) Willard Sterne Randall et Nancy Nahra, Forgotten Americans: Footnote Figures Who Changed American History, Reading, Da Capo Press, 1999 (ISBN 978-0-738-20150-4)
- (en) Nancy Stuart, Defiant Brides: The Untold Story of Two Revolutionary-Era Women And the Radical Men They Married, Beacon Press, 2013 (ISBN 978-0-8070-0117-2)
- Carl Van Doren, Secret History of the American Revolution, Viking Press, 1941.
- Barry K. Wilson, Benedict Arnold: A Traitor in Our Midst, McGill Queens Press, 2001.